# ویلیام براینت (هنرپیشه)
ویلیام براینت (انگلیسی: William Bryant؛ ‏ ۳۱ ژانویهٔ ۱۹۲۴ – ۲۶ ژوئن ۲۰۰۱) بازیگر اهل ایالات متحده آمریکا بود.
از فیلم‌ها یا مجموعه‌های تلویزیونی که وی در آن‌ها نقش داشته است، می‌توان به سوئیچ و ماچو کالاهان اشاره نمود.